# Legio V Iovia
La Legio V Iovia ("di Giove") fu una legione romana fondata dall'imperatore Diocleziano, probabilmente all'inizio del suo regno (296), verosimilmente assieme alla VI Herculia. Il nome deriva dalla divinità protettiva di Diocleziano.
Le due legioni furono incaricate di difendere Sirmio, la residenza imperiale in Illirico, stazionando nella Pannonia secunda, la provincia appena istituita. Ancora agli inizi del V secolo, infatti, la V Iovia è attestata a Bononia, a Burgenae e a castellum Onagrinum, un avamposto sulla sponda sinistra del Danubio.
Le due unità gemelle fornirono gli uomini per la nuova guardia imperiale formata da Diocleziano, gli Ioviani e gli Herculiani. Secondo quanto afferma Vegezio, gli uomini della V Iovia e della VI Herculia erano famosi per l'uso delle plumbatae, armi da lancio anche dette martiobarbuli, tanto da meritare l'appellativo martiobarbuli.